# J.C. Crowley
John Charles "JC" Crowley (13 de noviembre de 1947; Houston, Texas, Estados Unidos) es un músico y cantante estadounidense.
En 1977, Crowley fue cofundador de la banda de rock Player y coescribió su canción "Baby Come Back". También compartió la voz en ambos álbumes, Player y Danger Zone, tocando el teclado y la guitarra y cantando en el álbum. Crowley abandonó el grupo después del lanzamiento de su segundo LP.
Continuó como un escritor de canciones exitosas, firma con RCA Records. Su mayor éxito fue una canción que había escrito a sí mismo llamado "Paint The Town And Hang The Moon Tonight" en 1988, que fue de su único álbum LP, Beneath the Texas Moon. Esta canción también apareció en la banda sonora de la película de Clint Eastwood Pink Cadillac . También fue nombrado a mejor nuevo vocalista masculino de Country en 1989.
A través de los años 80 y 90, sus canciones fueron grabadas por Johnny Cash, Smokey Robinson, The Little River Band, The Oak Ridge Boys y muchos más. También escribió para muchos programas de televisión como Los Simpson y Saturday Night Live.[cita requerida]

## Discografía

### Álbumes
| Año  | Álbum                  |
| ---- | ---------------------- |
| 1988 | Beneath the Texas Moon |

### Sencillos
| Año  | Sencillo                                   | Posiciones en listas | Posiciones en listas | Álbum                                             |
| Año  | Sencillo                                   | US Country           | CAN Country          | Álbum                                             |
| ---- | ------------------------------------------ | -------------------- | -------------------- | ------------------------------------------------- |
| 1988 | "Boxcar 109"                               | 49                   | *                    | Beneath the Texas Moon                            |
| 1988 | "Paint the Town and Hang the Moon Tonight" | 13                   | *                    | Beneath the Texas Moon                            |
| 1989 | "I Know What I've Got"                     | 21                   | 12                   | Beneath the Texas Moon                            |
| 1989 | "Beneath the Texas Moon"                   | 55                   | 66                   | Beneath the Texas Moon / Pink Cadillac soundtrack |